# Prix Saint-Vincent du journalisme
Le prix Saint-Vincent du journalisme, connu aussi comme prix Saint-Vincent, est un prix journalistique italien, remis par un jury d'experts appartenant à des catégories spécifiques du monde de l'information et de la diffusion, ayant lieu chaque année à Saint-Vincent, dans la Vallée d'Aoste.

## Histoire
Le prix Saint-Vincent fut fondé par l'administration régionale de la Vallée d'Aoste en 1948. En tant que premier prix du journalisme italien, il obtint le soutien de la Fédération nationale de la presse.
À partir de 1960, cet événement a lieu sous le haut patronage de la présidence de la République italienne, et le président remet personnellement le prix.
À partir de 1997 les prix ont été subdivisés en sept catégories, avec une mention spéciale remise par le jury, et une par la région autonome Vallée d'Aoste.

## Lauréats
Parmi les lauréats il est important de rappeler : Paolo Sylos Labini, Bruno Vespa, Italo Calvino, Maria Luisa Busi, Milena Gabanelli, Vittorio Varale, Federico Scianò, Sandro Ruotolo, Stefano Mensurati, Giovanni Spampinato et le journaliste français Gérard Grizbec.

### Années 1940
Première édition 1948
- Antonio Antonucci : La Stampa
- Francesco Rossi : Gazzetta del Popolo
- Vinicio Congiu : Corriere Lombardo

Deuxième édition 1949
- Alberto Savinio : Corriere della Sera
- Aldo Dami : Gazette de Lausanne
- Antonio Antonucci : La Stampa
- Carlo Bacarelli : Rai
- Enzo Grazzini : Corriere della Sera
- Giuseppe Ravegnani : Milano Sera
- Marziano Bernardi : La Stampa
- Raffaellino De Grada : RAI
- Renato Giani : Giornale della Sera

### Années 1950
Troisième édition 1950
- Adriano Serini : Rai
- Augusto Catti : Rai
- Dino Buzzati : Corriere della Sera
- Domenico Javarone : Montecitorio
- Egisto Corradi : Corriere della Sera
- Eugenio Bertuetti : Gazzetta del Popolo
- Eugenio Galvano : Gazzetta del Popolo
- Franco Moccagatta : Il Popolo Nuovo
- Giorgio Guazzotti : L’Unità
- Giuseppe Tortorella : Milano Sera
- Italo Calvino : L’Unità
- Italo Mario Angeloni : Il Popolo Nuovo
- Luigi Michelotti : Rai
- Moisio Berard Milli : reporter
- Provvido Sacco : Il Tempo
- Salvatore Gatto : L’Unità
- Toni Gobbi : Rivista Alpinismo
- Vincenzo Rovi : Tempo Settimanale

Quatrième édition 1951 
- Alfio Titta : Il Sole
- Amedeo Ugolini : L’Unità
- Andrea Damiano : Il Popolo
- Augusta Grosso : Il Popolo Nuovo
- Dario Ortolani : Corriere della Sera
- Elena Pignatelli : Momento Sera
- Emilio Pozzi : Rai
- Ernesto Caballo : Gazzetta del Popolo
- Ernesto Quadrone : L’Unità
- Ettore Zapparoli : Corriere d'Informazione
- Freppaz Perolino : reporter
- Giuseppe Fabbri : Il Globo
- Giuseppe Fina : L’Unità
- Giuseppe Marzani : Documentario
- Giuseppe Mazzotti e Ferruccio Lanfranchi : Corriere della Sera
- Henri Brière : Tribune de Genève
- Henry Meyer de Stdelhofen : Radio Genève
- Leonida Villani : Corriere Lombardo
- Lucia Sollazzo : L’Unità
- Michele Serra : Gazzetta del Popolo
- Ottavio Berard : Documentario
- Paolo Spriano : L’Unità
- Peretti Griva : reporter
- Pino Bava : Documentario
- Roberto Costa : Rai
- Sandri Bertazzini : reporter
- Silvio Micheli : L’Unità

 Cinquième édition 1952 
- Achille Patitucci : Domenica del Corriere
- Albert Zbinden : Radio Lausanne
- Anna Maria Ortese : Il Mondo
- Armando Biancardi : Tuttosport
- Augusto Pancaldi : L’Unità
- Belinelli Lombardi : Radio Lugano
- Carlo Bacarelli : Rai
- Domenico Piccoli : Rai
- Enrico Emanuelli : La Stampa
- Enzo Grazzini : Corriere della Sera
- Ernesto Lavini : Scandere
- Fidia Gambetti : L’Unità
- Filippo Ivaldi : L’Unità
- Franco Fucci : Il Popolo
- Freppaz Perolino :
- Giacinto Furlan : Corriere Lombardo
- Giovanni Spadolini : Gazzetta del Popolo
- Italo Calvino : L’Unità
- Italo De Feo : Epoca
- Jean Neuvecelle : Radiodiffusion française
- Lorenzo Bedeschi : L'Avvenire d'Italia
- Maffio Maffi : Il Giornale d'Italia
- Marcello Berti : L'Avvenire d’Italia
- Maria Luisa Perer : Reflet du tourisme
- Massimo Mila : Sport Medici in Domo
- Moisio-Vitrotti :
- Nando Sampietro : Il Popolo Nuovo
- Raffaele Carloni : Monti e Boschi
- Tommaso Besozzi : L'Europeo
- Tullio De Luca : Il Giornale d'Italia
- Umberto Foscanelli : Corriere Lombardo
- Vera Vaerini : Milano Sera

 Sixième édition 1953 
- Anna Garofalo : Il Mondo
- Antonio Barolini : Il Tempo
- Armando Biancardi : Club alpin / Tuttosport
- Augusto Monti : Il Ponte
- Augusto Pancaldi : L’Unità
- Carlo Muscetta : Paese Sera
- Crescenzio Guarini : La Stampa
- Domenico Piccoli : Radiodiffusione per l’estero
- Emanuele Battistelli : Gazzetta del Popolo
- Francesco Rosso : Gazzetta del Popolo
- Gino Pughetti : Popolo Nuovo
- Giorgio Bocca : Gazzetta del Popolo
- Giorgio Guazzotti : L’Unità
- Giuseppe Sala : Giovedì
- Ignazio Scurto : Corriere Lombardo
- Italo Pietra : Illustrazione Italiana
- Jarach Palazzi : reporter
- Luciano Sanseverino : Radiodiffusione per l’estero
- Luigi Cecchini : Milano Sera
- Marcello Venturi : L’Unità
- Marco di Drusco : Il Giornale di Trieste
- Maria Antonietta Macciocchi : Noi Donne
- Paolo Monelli : La Stampa
- Paolo Serini : La Stampa / Il Mondo
- Paolo Valenti : Rai
- Raimondo Luraghi : L’Unità
- Raoul Radice : Il Giornale d’Italia
- Robert Berton : reporter
- Vincenzo Gibelli : Corriere dei Piccoli
- Vittorio Varale : La Stampa

 Septième édition 1955 
- Alfredo Todisco : La Stampa
- Anna Maria Ortese : Europeo
- Carlo Moriondo : La Stampa
- Emilio Cecchi : mention spéciale « pour une vie consacrée au journalisme »
- Gaetano Tumiati : Avanti!
- Gigi Marsico : Rai
- Gilberto Bernabei : Rai
- Leonardo Borghese : Corriere della Sera
- Lucia Sollazzo : Gazzetta del Popolo
- Massimo Mila : Scandere
- Sandro Caputo : Il Popolo
- Silvio Guarnieri : L’Unità
- Vittorio Grisero : Rivista di Economia Agraria

 Huitième édition 1956 
- Aldo Salvo : Rai
- André Zanotto : Reveil social
- Carlo Bavagnoli : Epoca
- Ferruccio Berberini : Corriere Lombardo
- Furio Fasolo : Epoca
- Gastone Imbrighi : Rai
- Gianni Torrione : La Région autonome
- Livio Pesce : Gazzetta del Popolo
- Luigi Salvatorelli : mention spéciale « pour une vie consacrée au journalisme »
- Nino Giglio : Il Popolo Nuovo
- Renato Giani : Letteratura
- Renato Morino : Tuttosport
- Rino Cossard : Gazzetta del Popolo
- Rolando Marchi : Il campione
- Rubens Tedeschi : L’Unità
- Sergio Lepri : Il Popolo
- Vittorio Notarnicola : Corriere di Informazione

 Neuvième édition 1957 
- Alda Grimaldi : Rai TV
- Alfredo Mesio : Rai
- Angelo Del Boca : Gazzetta del Popolo
- Bruno Marini : Giornale di Brescia
- Domenico Agasso : Popolo Nuovo
- Domenico Garbarino : Popolo Nuovo
- Enrico Mattei : mention spéciale pour la spécialisation en chronique parlementaire
- Gaetano Bellonci : mention spéciale « pour une vie consacrée au journalisme »
- Giana Anguissola : Corriere Lombardo
- Luigi Pagliarani : L’Unità
- Giovanni Coccorese : Rai tv
- Giovanni Grazzini : La Nazione
- Giuseppe Bozzini : Rai tv
- Giuseppe Lucca : Gazzetta del Popolo
- Italo Cossard : Gazzetta del Popolo
- Pierre Raggi Page : La région autonome
- Roberto Costa : Rai
- Salvatore Conoscente : L’Unità
- Sergio Ramera : La Stampa
- Walter Bonatti : Rai tv

 Dixième édition 1959 
- Achille Compagnoni : Rai
- Alberto Baini : Gazzetta del Popolo
- Alberto Bergamini : mention spéciale "pour une vie consacrée au journalisme"
- Aldo Falvo : Rai
- Carola Prosperi :
- Claude Bandieri : Le Dauphiné libéré
- Egisto Corradi : Corriere della Sera
- Ennio Mastrostefano : Rai
- Felice Chilanti : Paese Sera
- Gigi Marsico : Rai
- Giovanni A. Negri : L'agriculteur valdôtain
- Giovanni Panozzo : L’Unità
- Italo Vaglienti : Stampa Sera
- Libero Montesi : Visto
- Luigi Vacchi : Visto
- Mario Cervi : Corriere di Informazione
- Maurizio Corgnati : Rai
- Nino Giglio : Popolo Nuovo

### Années 1960

#### Onzième édition 1960
- Alberto Cavallari : Corriere di Informazione
- Bertrand Ostermann : La Tribune de Genève
- Enrico Nobis : Paese Sera
- Enzo Biagi : La Stampa
- Eugenio Galvano : Rai
- Giancarlo Vigorelli : La Stampa
- Giovanni Pirelli : Nuovi Argomenti
- Giovanni Vincenzo Cima :
- Giuseppe Casetta : Il Lavoro
- Guido Elli : L'Italia
- Guido Gianni : Rai Tv
- Guiscardo Lorito : Avanti!
- Ines Cerlesi Pisoni : Rinascita
- Jader Jacobelli :
- Lucio Duc : Le Pays d'Aoste
- Nerino Rossi : Il Popolo
- Paolo Monelli : mention spéciale "pour une vie consacrée au journalisme"
- Pier Giorgio Betti : L'Unità
- Piero Onida : Il Popolo
- Rino Cossard : Aosta e le sue valli

#### Douzième édition 1961
- Claude Bandieri : Le Dauphiné
- Dario Ortolani : Gazzetta del Popolo
- Enrico Altavilla : Corriere della Sera
- Franco Serra : Settimana Incom Illustrata
- Gino Nebiolo : Gazzetta del Popolo
- Giovanni Comisso : Gazzettino di Venezia
- Giovanni Pezzoli :
- Grazia Livi : Epoca
- Lino Colliard :
- Lucia Sollazzo : Gazzettino di Venezia
- Luigi Vallomy :
- Maria Luisa Spaziani : Lo Smeraldo
- Mario Missiroli : mention spéciale "pour une vie consacrée au journalisme"
- Mario Stefanile : Il Mattino
- Maurizio Ferrara : L'Unità
- Paolo Spriano :
- Renato Carli Ballola : Avanti!
- Riccardo Longone : L'Unità
- Robert Berton :
- Sennuccio Benelli : Il Tempo
- Sergio Comin :
- Terenzio Grandi :

#### Treizième édition 1962
- Alberto Jacoviello :
- Andrea Boscione : Rai
- Bruno Ferrero : Le Dialogue
- Claudio Capello :
- Domenico Porzio : Oggi
- Eligio Possenti :
- Franco Davite : 24 ore / La région autonome
- Gianni Randon : La notte
- Gigi Ghirotti : La Stampa
- Giuliana Dal Pozzo : Noi Donne / Rinascita
- Giuseppe Ambrosini :
- Giuseppe Grazzini : Epoca
- Lino Dina Mario Castellucci : Rai
- Luigi Romersa : Il Tempo
- Luigi Vismara : Avanti!
- Marie Coudre : Le Flambleau / L'Aeroporto
- Paolo Cavallina : Gazzetta del Popolo
- Piero Bassi : L’Aeroporto
- Remo Grigliè : La Stampa
- Ugo Zatterin : Rai Tv
- Vincenzo Talarico (en) : Il Paese

#### Quatorzième édition 1964
- Alberto Baini : Gazzetta del Popolo
- Anna De Feo : Rai Tv
- Eddy Tillod : Rai
- Emilio Fede : Rai Tv
- Enzo Forcella :
- Ernesto Mazzetti : Il Mattino
- Ettore Berra :
- Fernanda Pivano :
- Franco Catucci : Rai Tv
- Giovanni Russo : Corriere della Sera
- Giuseppe Casetta : Le Travail
- Giuseppe Faraci : La Stampa
- Guido Vergani : Successo
- Italo Vaglienti : La Stampa
- Leonardo Azzarita : mention spéciale "pour une vie consacrée au journalisme"
- Lucien Barbieri : Le Peuple valdôtain
- Maurizio Montefoschi : Il Messaggero
- Miriam Mafai : Vie Nuove
- Pier Giorgio Betti : L'Unità
- Renata Cossard Delfino : La Notte
- Sandro Tatti : Rai

#### Quinzième édition 1965
- Aldo Falivena : Rai Tv
- Andrea Boscione : Rai
- Angelo Del Boca : Gazzetta del Popolo
- Angelo Oliva : Le Travail
- Antonio Antonucci : La Stampa
- Egisto Corradi : Corriere della Sera
- Elia Pession : Le Messager valdôtain
- Emilio Pozzi : Rai
- Enzo Biagi : La Stampa
- Esule Sella : Rai
- Francesco Maratea : Il Messaggero, mention spéciale "pour une vie consacrée au journalisme"
- Gino Pallotta : L'Ora
- Giovanni Buffa : Avanti!
- Giovanni Canestrini :
- Giuseppe Dall'Ongaro : Giornale d'Italia
- Luca Pavolini : Rinascita
- Luciano Ferrari : La Notte
- Marie Coudre : Le Peuple valdôtain
- Mario Stefanile : Il Mattino
- Silvano Villani : Corriere della Sera

#### Seizième édition 1966
- Aldo Gabrielli : Epoca
- Fidia Sassano : Avanti!
- Franco Gozzano : Avanti!
- Giorgio Fattori : La Stampa
- Giuseppe Lucca : Gazzetta del Popolo
- Homber Bianchi : Rai Tv
- Indro Montanelli : Corriere della Sera, mention spéciale « pour une vie consacrée au journalisme »
- Piero Pratesi : L'Avvenire d’Italia
- Sergio Segre : Rinascita
- Vittorio Pozzo :

#### Dix-septième édition 1967
- Aldo Scinè : Rai
- Cristiano Focarile : Il Globo
- Filippo Sacchi : mention spéciale "pour une vie consacrée au journalisme"
- Gaetano Assanti : L’Aeroporto
- Luca di Schiena : Rai Tv
- Mario Fazio : La Stampa
- Oriana Fallaci : L'Europeo
- Pierre Raggi Page : La région autonome
- Rino Cossard : Gazzetta del Popolo
- Sergio Maldini : Il Resto del Carlino
- Silvio Bertoldi : Oggi
- Vittorio Varale : La Stampa

#### Dix-huitième édition 1969
- Cesare Castellotti : Rai
- Federico Scianò : Rai
- Gastone Favero : Rai Tv
- Giampaolo Pansa : La Stampa
- Gianni De Felice : Corriere della Sera
- Giorgio Signorini : Paese Sera
- Giovanni Grazzini : Corriere della Sera
- Giulio De Benedetti : mention spéciale "pour une vie consacrée au journalisme"
- Orazio Mazzoni : Il Mattino

### Années 1970
Dix-neuvième édition 1970 
- Alberto Marchesi : Corriere dello Sport
- Aldo Stefanile : Il Mattino
- Antonio Cederna : Corriere della Sera
- Arrigo Levi : La Stampa
- Claudio Donat-Cattin : Gazzetta del Popolo
- Ermanno Rea : Il Tempo
- Franco Moccagatta : Rai
- Giuseppe Boffa : L’Unità
- Remo Grigliè : Stampa Sera
- Roberto Savio : Rai Tv
- Ruggero Orlando : mention spéciale "pour une vie consacrée au journalisme"
- Vito Napoli : Gazzetta del Popolo

 Vingtième édition 1971 
- Adalberto Bortolotti : Stadio
- Aniello Coppola : L'Ora
- Antonio Leone : Rai
- Ariberto Segala : Epoca
- Arrigo Benedetti : mention spéciale "pour une vie consacrée au journalisme"
- Dino Tedesco : Gazzetta del Popolo
- Gabriella Poli : La Stampa
- Gaspare Barbiellini Amidei : Corriere della Sera
- Giorgio Giannone : La Stampa / Stampa Sera
- Italo Moretti : Rai
- Mario Roberto Cimnaghi : Il Popolo
- Oriana Fallaci : L’Europeo
- Renato Chabod :
- Sergio Zavoli : Rai Tv
- Vittorio Monti : ANSA

 Vingt-et-unième édition 1972 
- Adalberto Bortolotti : Stadio
- Aniello Coppola : L'Ora
- Antonio Leone : Rai
- Ariberto Segala : Epoca
- Arrigo Benedetti : mention spéciale "pour une vie consacrée au journalisme"
- Dino Tedesco : Gazzetta del Popolo
- Gabriella Poli : La Stampa
- Gaspare Barbiellini Amidei : Corriere della Sera
- Giorgio Giannone : La Stampa / Stampa Sera
- Italo Moretti : Rai
- Mario Roberto Cimnaghi : Il Popolo
- Oriana Fallaci : L'Europeo
- Renato Chabod :
- Sergio Zavoli : Rai Tv
- Vittorio Monti : Ansa

 Vingt-deuxième édition 1973 
- Aimè Chenal : Le Flambeau
- Alfio Borghese : Rai
- Alfredo Toniolo : Gazzetta del Popolo
- Augusto Guerriero "Ricciardetto"
- Claudio Capello : Rai Tv
- Domenico Giordano : Rai
- Eugenio Scalfari : L'Espresso
- Fausta Leoni : Momento Sera
- Franco Cigliola : Corriere del Giorno
- Franco Vegliani : Successo
- Gianni Locatelli : Successo
- Gigi Marsico : Rai Tv
- Giovanni Mantovani : Rai
- Giuseppe Puggioni : Corriere della Sera
- Marcello Gilmozzi : Il Popolo
- Marco Nozza : Il Giorno
- Mario Gherarducci : Corriere della Sera
- Mario Melloni "Fortebraccio"
- Piero Angela : Rai Tv
- Vittorio Gorresio : mention spéciale "pour une vie consacrée au journalisme"

 Vingt-troisième édition 1974 
- Alfredo Vinciguerra : Il Popolo
- Antonio Rossano : La Gazzetta del Mezzogiorno
- Ezio De Cesari : Corriere dello Sport
- Francesco Arca : Rai
- Gian Carlo Barberis : Rai Tv
- Gian Carlo Carcano : Gazzetta del Popolo
- Gigi Mattana : La Stampa
- Giglio Panza : Corriere dello Sport
- Giuseppe Giacovazzo : Rai Tv
- Giuseppe Lucca : Corriere della Valle d'Aosta
- Italo Cossard : Corriere dello Sport
- Mario Galletti : Paese Sera
- Paolo Rosi : Rai Tv
- Sandro Mayer : Oggi
- Savino Bonito : Rai
- Vittorio G. Rossi : mention spéciale "pour une vie consacrée au journalisme"

 Vingt-quatrième édition 1975 
- Alberto Cavallari : La Stampa
- Angelo Solmi : Oggi
- Antonio Spinosa : Nord-Sud
- Cesare Castellotti : Rai
- Federico Scianò : Rai
- Gaetano Assanti : Sports valdôtains
- Gastone Favero : Rai Tv
- Gian Luigi Rondi : Il Tempo
- Gianni De Felice : Corriere della Sera
- Gianpaolo Pansa : La Stampa
- Gigi Marsico : Rai
- Giorgio Signorini : Paese Sera
- Giovanni Grazzini : Corriere della Sera
- Giulio De Benedetti : mention spéciale "pour une vie consacrée au journalisme"
- Nino Crescenti : Rai Tv
- Orazio Mazzoni : Il Mattino
- Piero Bianucci : Gazzetta del Popolo
- Piero Giorgianni : La Notte
- Piero Maria Paoletti : Il Giorno
- Virgilio Lilli : mention spéciale "pour une vie consacrée au journalisme"

 Vingt-cinquième édition 1976 
- Alberto Ronchey : Corriere della Sera
- Arturo Gismondi : Paese Sera
- Egisto Corradi : mention spéciale "pour une vie consacrée au journalisme"
- Giorgio Bocca : La Repubblica
- Maurizio Barendson :
- Maurizio Costanzo : Rai Tv
- Ottavio Cecchi : Rinascita

 Vingt-sixième édition 1977 
- Biagio Agnes : Rai Tv
- Bruno Raschi : La Gazzetta dello Sport
- Claudio Altarocca : Il Giorno
- Enrico Mattei : mention spéciale "pour une vie consacrée au journalisme"
- Fabrizio Coisson : Paese Sera
- Michele Prisco : Il Mattino
- Piero Perona : Stampa Sera
- Raffaele Uboldi : Epoca

 Vingt-septième édition 1978 
- Bruno Vespa : Rai Tv
- Carlo Rossella : Panorama
- Enzo Biagi : mention spéciale "pour une vie consacrée au journalisme"
- Giuseppe Pedercini : Rai
- Mario Francese : Giornale di Sicilia, en souvenir
- Romano Cantore : Panorama
- Sergio Neri : Corriere dello Sport / Stadio

 Vingt-huitième édition 1979 
- Corrado Stajano : Rai Tv
- Gianni Gambarotta : Il Mondo
- Gianni Melidoni : Il Messaggero
- Marco Fini : Rai Tv
- Mario Melloni "Fortebraccio" : mention spéciale "pour une vie consacrée au journalisme"
- Piero Ostellino : Corriere della Sera
- Rino Icardi : Rai
- Ugo Sartorio : ANSA

### Années 1980
Vingt-neuvième édition 1980 
- Gaetano Afeltra : mention spéciale "pour une vie consacrée au journalisme"
- Giampiero Mughini : L'Europeo
- Gianni Bisiach : Rai
- Gianni Brera : Il Giornale Nuovo
- Lietta Tornabuoni : La Stampa
- Mario Trufelli : Rai Tv
- Mauro Galligani : Epoca

 Trentième édition 1981 
- Bruno Mobrici : Rai
- Ettore Mo : Corriere della Sera
- Gianni Minà : Rai Tv
- Giovanni Mosca : mention spéciale "pour une vie consacrée au journalisme"
- Luigi Gianoli : La Gazzetta dello Sport
- Mario De Biasi : Epoca
- Nello Ajello : L'Espresso

 Trente-et-unième édition 1983 
- Arrigo Petacco : Rai
- Beppe Viola : Rai
- Ennio Caretto : La Stampa
- Giorgio Bocca : mention spéciale "pour une vie consacrée au journalisme"
- Giuliano Ferrieri : L'Europeo
- Osvaldo Bevilacqua : Rai

### Années 1990
Trente-deuxième édition 1997 
- Pour le prestige de la catégorie :
  - Barbara Spinelli, La Stampa
- Enquêtes et services spéciaux :
  - Giuseppe Pietrobelli : Il Gazzettino
  - Stefano Folli : Il Corriere della Sera
  - Vittorio Zucconi : La Repubblica
- Services ou émissions télévisées nationaux :
  - Achille D'Amelia : Rai 2 pour TG2 Dossier
  - Italo Moscati (en) : Rai Uno pour Combat Film
  - Paolo Giani : RaiTre pour Overland Rome - New York
- Service radiophoniques :
  - Andrea Vianello, Radio anch'io
- Services ou enquêtes sur des périodiques
  - Maria Venturi, Oggi
- Service de journalisme sportif
  - Gianni Bondini e Valerio Piccioni, La Gazzetta dello Sport
- Prix de la région autonome Vallée d'Aoste
  - Augusto Grandi, Il Sole 24 Ore
- Mentions spéciales du jury
  - Au journaliste étranger ayant mieux décrit la réalité italienne :
  - Richard Heuzè : Le Figaro
  - Au journaliste reporter de guerre :
  - Ennio Remondino
  - Au journaliste auteur du meilleur service transmis par une agence de presse :
  - Giuseppe Tito : ANSA

 Trente-troisième édition 1998 
- Pour le prestige de la catégorie :
  - Bernardo Valli, La Repubblica
- Enquêtes et services spéciaux :
  - Darwin Pastorin : Tuttosport
  - Lorenzo Bianchi : Il Resto del Carlino
  - Marco Fabio Rinforzi : Il Sole 24 Ore
  - Marco Neirotti : La Stampa
- Services ou émissions télévisées nationaux :
  - Alessandra Anzolin : Italia 1 pour Moby’s - Il debito
  - Arcangelo Ferri : Giornale Radio RAI pour l'inchiesta Camorra 2000
  - Gianluca Nicoletti : Radio Rai pour Golem
  - Sandro Ruotolo : Italia 1 pour Moby’s - Il debito
- Services sur chaînes régionales :
  - Carlo Figari : Videolina Cagliari
  - Elena Mazzucco : Rete 7 Torino
- Services radiophoniques :
  - Fabio De Pasquale
  - Marco Gregoretti
- Services ou enquêtes sur des périodiques
  - Adriano Mordenti, Venerdì, encart de La Repubblica
- Prix région autonome Vallée d'Aoste
  - Michel Eggs : La Tribune de Genève
- Mentions spéciales du jury
  - Au journaliste étranger ayant mieux décrit la réalité italienne :
  - Federico Pirro : Rai tre
  - Au journaliste auteur du meilleur service transmis par une agence de presse :
  - Onofrio Pagone : ANSA

 Trente-quatrième édition 1999 
- Pour le prestige de la catégorie :
  - Paolo Mieli
- Enquêtes et services spéciaux :
  - Antonio Maglie : Il Corriere dello Sport
  - Bruno Viani : Il Secolo XIX
  - Magdi Allam : La Repubblica
- Services ou émissions télévisées nationaux :
  - Karina Laterza : Tg Ragazzi Rai Uno pour "Picasso"
  - Toni Capuozzo : TG5 pour "Il dramma delle foibe"
- Services sur chaînes régionales :
  - Anna Maria Buffo : Telenorba
- Services radiophoniques :
  - Aldo Forbice
  - Sandro Testi
- Services ou enquêtes sur des périodiques :
  - Leonardo Zega : Famiglia Cristiana
  - Vittoriano Rastelli : Venerdì di Repubblica
- Prix de la région autonome Vallée d'Aoste
  - Osvaldo Bevilacqua : Rai Due
- Mentions spéciales du jury
  - Alberto Vitucci : La Nuova Venezia pour "La Saga del Mose"
  - Vittorio Dell'Uva : Il Mattino pour "Sulle rotte dei disperati"

### Années 2000
Trente-cinquième édition 2000 
- Pour le prestige de la catégorie :
  - Mario Cervi : Il Giornale
- Enquêtes et services spéciaux :
  - Gianni Mura : La Repubblica
  - Gigi Di Fiore : Il Mattino
  - Giuseppe Zaccaria : La Stampa
  - Manlio Di Salvo, Erika Della Casa et Massimo Righi : Il Secolo XIX
- Services ou émissions télévisées nationaux :
  - Daniele Moro : TG5 per "Scomparire"
  - Donato Placido : TG2 Dossier per "Bambini dai capelli grigi"
  - Gabriella Simoni : Studio Aperto pour "Il linciaggio a Ramallah" (Le lynchage à Ramallah), pour ce même service, mention spéciale pour Anna Migotto : TG4
- Services sur chaînes régionales :
  - Maria Teresa Marino : Rete Sette
  - Siège régional de la RAI
- Services radiophoniques :
  - Filippo Anastasi
- Services ou enquêtes sur des périodiques
  - Luca Dini : Oggi
- Prix de la région autonome Vallée d'Aoste
  - Marco Bonetto : Tuttosport
- Mentions spéciales du jury
  - Daria Lucca : Il Manifesto
  - Antonio Russo : Radio Radicale, alla memoria

 Trente-sixième édition 2001 
- Pour le prestige de la catégorie :
  - Igor Man : La Stampa
- Enquêtes et services spéciaux :
  - Carlo Bonini : Il Corriere della Sera
  - Giuseppe D'Avanzo : Il Corriere della Sera
  - Vincenzo Quarantino : ANSA
  - Giovanni Valentini : La Repubblica
- Services ou émissions télévisées nationaux :
  - Bruno Vespa : Rai Uno pour Porta a Porta
  - Anna Migotto : TG4 pour "La tragedia dell'ATR42"
- Services sur chaînes régionales :
  - Pietro Ancona : Telenorba
  - Anna Trebbi : Rete Sette
- Services radiophoniques :
  - Giovanni Floris Radio Rai
  - Andrea Valentini GR Parlamento
- Services ou enquêtes sur des périodiques
  - Elisabetta Burba e Francesca Folda : Panorama
  - Alessandra Mammì : L'Espresso
  - Barbara Carazzolo, Alberto Chiara et Luciano Scalettari : Famiglia Cristiana
- Mentions spéciales du jury
  - Elena Comelli : America Oggi
  - Maria Antonietta Calabrò : Il Corriere della Sera

 Trente-septième édition 2002 
- Pour le prestige de la catégorie :
  - Sandro Ciotti :
- Enquêtes et services spéciaux :
  - Mario Ajello : Il Messaggero
  - Pierluigi Battista : La Stampa
  - Giovanni Maria Bellu : La Repubblica
  - Stefano Lorenzetto : Il Giornale
  - Marco Menduni : Il Secolo XIX
- Services ou émissions télévisées nationaux :
  - Bruno Luverà : Tg Uno per "Violenze al G8"
  - Alfredo Macchi : TG4 pour "Gli orfani di Kabul"
- Services sur chaînes régionales :
  - Ilaria Cava : Primo Canale
  - Giuseppina Marrella : Rete Sette
- Services radiophoniques :
  - Non remis
- Services ou enquêtes sur des périodiques
  - Francesco Merlo : Il Corriere della Sera
- Services ou portail Internet
  - MISNA : Directeur père Giulio Albanese
- Prix de la région autonome Vallée d'Aoste
  - Fabio Di Nicola
- Mentions spéciales du jury
  - Osvaldo Urruiolabeita
  - Raffaele Ciriello alla memoria
  - Maria Grazia Cutuli alla memoria

 Trente-huitième édition 2003 
- Pour le prestige de la catégorie :
  - Eugenio Scalfari :
- Enquêtes et services spéciaux :
  - Claudio Gatti : Il Sole 24 Ore
  - Giulio Gelibter e Roberto Scarfone : ANSA
  - Massimo Gramellini : La Stampa
- Services ou émissions télévisées nationaux :
  - Giuseppe Bonavolontà e Marc Innaro : TgUno pour Tv7
  - Roberta Serdoz : TG3 pour "Primo Piano"
- Services sur chaînes régionales :
  - Francesco Pezzella : Telecapri
  - Giacinto Pinto : Telenorba
- Services radiophoniques :
  - Antonio Calabrò : Radio 24
- Services ou enquêtes sur des périodiques
  - Claudio Sabelli Fioretti : Io Donna, encart du Corriere della Sera
- Prix de la région autonome Vallée d'Aoste
  - Chiara Beria D'Argentine
- Mentions spéciales du jury
  - Manuel Mendez

 Trente-neuvième édition 2004 
- Pour le prestige de la catégorie :
  - Giovanni Giovannini :
- Enquêtes et services spéciaux :
  - Fabrizio Gatti : Il Corriere della Sera
  - Giancarlo Vigorelli : Il Sole 24 Ore
  - Giuliano Galletta : Il Secolo XIX
  - Marco Ansaldo : La Stampa
- Services ou émissions télévisées nationaux :
  - Giovanna Botteri : Tgtre
  - Luciano Onder : TG2 pour Medicina 33
- Services sur chaînes régionales :
  - Francesco Persiani : Telenorba
  - Mauro Denigris : Antennasud
- Services radiophoniques :
  - Gianfranco de Turris : GR1
- Services ou enquêtes sur des périodiques
  - Giacomo Amadori : Panorama
- Prix de la région autonome Vallée d'Aoste
  - Dino Boffo
- Mentions spéciales du jury
  - Gregorio Salazar

 Quarantième édition 2005 
- Pour le prestige de la catégorie  "Prix Indro Montanelli" :
  - Ettore Mo :
- Au journaliste s'étant distingué pendant la dernière année :
  - Milena Gabanelli
- Enquêtes et services spéciaux :
  - Lorenzo Cremonesi : Il Corriere della Sera
  - Marco Bardazzi : ANSA
- Services ou émissions télévisées nationaux :
  - Maria Luisa Busi : TG1 et TV7 pour "Lezione di vita"
  - Saverio Montingelli : RaiSport pour "Intervista a Chiricallo"
- Enquêtes et services spéciaux sur périodiques locaux :
  - Salvo Anzaldi : Gazzetta Matin
- Services sur chaînes régionales :
  - Loredana Pianta : Videonord pour "Le tane degli invisibili"
- Services radiophoniques :
  - Stefano Mensurati : Radio Anch'io
- Services ou enquêtes sur des périodiques
  - Lucia Vastano : Narcomafie
- Prix de la région autonome Vallée d'Aoste
  - Joaquin Navarro Valls
- Mentions spéciales du jury
  - Francesca Caferri
  - Francesco Battistini
  - Giuliana Sgrena

 Quarante-et-unième édition 2006 
- Grolle d'or pour la communication
  - Évelyne Christillin : vice-présidente du TOROC
- Prix Indro Montanelli "Témoin du XXIe siècle"
  - Candido Cannavò
- Section I : Journaliste de l'année
  - Federico Rampini
- Section II : Meilleures enquêtes et meilleurs services spéciaux
  - Giovanni Bianconi : Corriere della Sera
  - Guido Ruotolo : La Stampa
- Section III : Meilleurs services
  - Paola Baruffi : Sky Controcorrente
  - Riccardo Iacona : Rai3 Report
- Section IV : Au journaliste auteur du meilleur service sur chaînes télévisées régionales ou interrégionales
  - Giovanna Bruno, Guglielmina Logroscino : Telenorba
- Section V : Au journaliste auteur des meilleurs services ou meilleures émissions radiophoniques nationales, régionales ou interrégionales
  - Giovanni D'Anna - Rai Radio Uno - Pianeta dimenticato
- Section VI : Au journaliste auteur de la meilleure enquête ou meilleur reportage photographique ou service spécial ou titulaire d'émission spécialisée publiés sur périodiques italiens
  - Luciano Scalettari - Famiglia Cristiana - Somalia anno zero
- Section VII : Au journaliste auteur du meilleur service ou enquête sur un journal ou revue en ligne et non publié(e) autrement
  - Alessandro Faruggia - qn.quotidiano.net - Ancora 48 ore prima di arrivare alla base. Affrontiamo l'incognita del ghiaccio
- Section VIII : Au journaliste auteur de la meilleure enquête ou meilleur reportage photographique ou service spécial, ou titulaire d'émission spécialisée publié(e) sur périodiques locaux
  - Silvano Esposito - Il Biellese - Storie precarie
- Plaque d'argent Saint-Vincent : Au journaliste auteur du meilleur service ou enquête inscrit à l'Association de la presse valdôtaine
  - Andrea Chatrian, La Stampa - Il mistero del morto senza nome
- Plume dorée : Remise par l'ordre des journalistes du Val d'Aoste au journaliste valdôtain ayant consacré son travail au développement de sa profession
  - Vittorio Roidi
- Prix de la région autonome Vallée d'Aoste : Au journaliste auteur de la meilleure enquête ou meilleur reportage photographique ou titulaire d'émission spécialisée sur quotidiens, périodiques, ou transmis à la radio ou à la télévision publique ou privée en langue française
  - Gérard Grizbec - correspondant pour France 2 à Rome
  - Paolo Massobrio - titulaire d'émissions hebdomadaires sur plusieurs quotidiens nationaux
- Mentions spéciales du jury
  - Luis Sancion (République dominicaine)
  - Paolo Alberto Valenti (France)
- Prix spécial du jury en souvenir
  - Enzo Tortora

 Quarante-deuxième édition 2007 
- Pour le prestige de la catégorie "Prix Indro Montanelli" :
  - Antonio Ferrari :
- Au journaliste s'étant distingué pendant la dernière année :
  - Fabrizio Gatti
- Enquêtes et services spéciaux :
  - Paolo Biondani et Guido Olimpio : Il Corriere della Sera
  - Antonio Maria Mira : Avvenire
- Services ou émissions télévisées nationaux :
  - Dario Laruffa : TG2 pour "Tg2 Dossier"
  - Pietro Suber : ReteQuattro
- Services sur chaînes régionales :
  - Andrea Frailis : Videolina
- Services radiophoniques :
  - Giorgio Zanchini : Radio Anch'io
- Services ou enquêtes sur des périodiques
  - Marina Corradi :
- Prix de la région autonome Vallée d'Aoste
  - Mario Cervi et Sergio Zavoli
- Mentions spéciales du jury, en souvenir
  - Giovanni Spampinato
  - Adjmal Naqshbandi
  - Anna Politkovskaïa
  - Mauro Montanari
- Prix du journalisme à la Voce delle Voci
  - remis à Andrea Cinquegrani et à Rita Pennarola